# Shorea parvistipulata
Shorea parvistipulata är en tvåhjärtbladig växtart. Shorea parvistipulata ingår i släktet Shorea och familjen Dipterocarpaceae.

## Underarter
Arten delas in i följande underarter:
- S. p. albifolia
- S. p. nebulosa
- S. p. parvistipulata